# Gasakaskuatchimmekak
Gasakaskuatchimmekak, jedna od brojnih nekadašnjih bandi ili sela Chippewa Indijanaca koji su obitavali vjerojatno na području Minnesote (Hodge), ali njihova točna lokacija ostala je nepoznata. Pod ovim se imenom kasnije više ne spominju. Možda je ranija varijanta od Gaa-zagaskwaajimekaag, ime rezervata na kojem dana žive Leech Lake Chippewa.